# Felix Slatkin
Felix Slatkin (St. Louis, 22 de diciembre de 1915 - Los Ángeles, 8 de febrero de 1963) fue un violinista y director de orquesta norteamericano.

## Biografía
Slatkin nació en San Luis, Misuri en el seno de una familia judía cuyo apellido original era Zlotkin (aunque esto no está muy claro) y provenía de regiones del Imperio Ruso hoy en día parte de Ucrania Empezó a estudiar violín a los nueve años con Isadore Grossman. Comenzó su carrera profesional a los diez años y obtuvo una beca en el Curtis Institute, donde estudió violín con Efrem Zimbalist y dirección de orquesta con Fritz Reiner.
En 1931 entró en la Orquesta Sinfónica de St. Louis y formó una orquesta de cámara de jóvenes músicos. En 1935 ganó un concurso en cuyo premio se incluía una aparición como solista con la Hollywood Bowl Symphony Orchestra y José Iturbi. Por esta época conoció a la violonchelista Eleanor Aller, también de origen rusojudío, con quien más adelante se casó. Durante la Segunda Guerra Mundial sirvió a su país como músico en la base aérea de Santa Ana, en California y como director de la Orquesta del Mando Táctico de la Fuerza Aérea del Ejército, una organización que recaudó 100 millones de dólares en bonos de guerra.
En 1937 se estableció en Los Ángeles y aceptó el puesto de concertino en los estudios Twentieth Century Fox; interpretó numerosos solos de violín en películas como Qué verde era mi valle y Cómo casarse con un millonario. En 1939 fundó el aclamado Hollywood String Quartet, que grabó unos 21 álbumes para Capitol Records y realizó giras por los Estados Unidos, Europa, Australia y Nueva Zelanda, incluyendo una aparición especial en 1957 en el Festival de Edimburgo. En 1958 el cuarteto ganó un premio Grammy a la mejor interpretación clásica por su grabación de los últimos cuartetos de Beethoven.
En su carrera como director fundó la Concert Arts Orchestra y apareció con la Hollywood Bowl Symphony Orchestra. Fue el concertino y el director predilecto de Frank Sinatra durante los años de Capitol Records, en la década de 1950. Hizo unas 25 grabaciones con estas orquestas, también en el sello Capitol, entre ellas una de la Gaîté parisienne de Jacques Offenbach (un ballet arreglado por Manuel Rosenthal), que ganó un premio Grammy en 1958. También hizo una docena de grabaciones para Liberty Records, donde estableció "las fantásticas cuerdas, violines, percusión y metal de Felix Slatkin". En 1962 su grabación titulada Hoedown fue candidata al Grammy. En 1959, el Cuarteto de Hollywood obtuvo el premio Grammophone en Londres por su grabación de la Verklärte Nacht de Arnold Schoenberg y el Quinteto en do mayor de Franz Schubert.
Felix Slatkin murió de un infarto de miocardio a los 47 años de edad.

## Hijos
Leonard Slatkin es director de orquesta y Frederick Zlotkin (que utiliza la forma rusa original del apellido familiar) es violonchelista.